# ピエトロ・パロリン
ピエトロ・パロリン（Pietro Parolin、1955年1月17日 - ）は、イタリア出身のカトリック司祭、枢機卿。

## 経歴
1955年、北イタリア・ヴェネト州スキアヴォーン生まれ。自身が10歳の時に、父親は交通事故で他界した。1980年司祭叙階。入学先のグレゴリアン大学で教会法を学んだ。卒業後の1988年、教皇庁の外交官に任命された。
1986年から1989年まではナイジェリア、1989年から1992年まではメキシコに外交官として駐在。特にメキシコとバチカンの外交関係締結に寄与した功績が評価され、メキシコ政府から最高栄誉の勲章「アステカ・イーグル勲章」が授与された。2002年から2009年は国務次官に就任。在任中はベトナムとの信教の自由、外交に関する会談を行った。
2013年8月31日、教皇フランシスコの任命に伴い、国務省長官（国務長官、首相に相当）に就任した。翌年にはバチカンを訪れたベネズエラのニコラス・マドゥロ大統領は彼に、国内危機の打開策を求めた上で野党の協議を調停するよう要請した。2014年には教皇フランシスコより枢機卿に任命される。
2018年9月に配信されたバチカン放送にて、教皇庁と中華人民共和国間で署名された、司教任命をめぐる暫定合意について述べた。バチカンと中国は一時的な和解を果たしたが、中国当局はその後もCOVID-19への対策として集会を規制するなどしており、カトリック教徒からは懸念されている。
2025年2月、アメリカのドナルド・トランプ大統領によるガザ住民の移住計画に反対し、パレスチナ人は中東に留まるのが好ましいとの私見を発表した。
2025年4月21日に教皇フランシスコが帰天（崩御）したことで国務省長官を退任。新教皇を選出するコンクラーヴェでは当初、最有力候補とも見做されていたが、教会の一致を重んじたパロリンが一歩身を引いたことによって、4回目の投票でロバート・プレヴォスト（レオ14世）が当選したと報じられている。5月9日、レオ14世により暫定的に国務省長官に再任された。

## 宗教的な見解
パロリンは、聖職者の独身制を必ずしも聖書の伝統では無いとし、改革の可能性を示唆した。また政府の無神論を標榜する社会主義中国やベトナム社会主義共和国との対話や友好にも寛容だった。このようなリベラル・改革派な姿勢の一方で同性結婚には「人類の敗北」と言い反対した。